# Ruisseau des Mousseaux
Le ruisseau des Mousseaux est un  ruisseau du sud-ouest de la France, sous-affluent de la Garonne par le Lot.

## Géographie
Le ruisseau des Mousseaux est un des cours d'eau appelés localement boraldes qui dévalent sur le flanc sud de l'Aubrac.
Selon le SANDRE, il prend sa source vers 1 260 mètres d'altitude dans le quart nord-est du département de l'Aveyron, dans les monts d'Aubrac, 500 mètres au sud du Roc de Campuels, entre les communes de Prades-d'Aubrac et Saint-Chély-d'Aubrac. Il traverse la station de sports d'hiver de Brameloup, où il est franchi par la route départementale (RD) 211. Trois kilomètres en aval, il alimente le lac des Picades, puis passe sous la RD 19. Il reçoit en rive droite le ruisseau Estremailles et le Rioubel, puis est franchi par la RD 557, juste avant sa confluence avec le Rioularet, à l'est du bourg de Castelnau-de-Mandailles. Quatre kilomètres plus en aval, il passe sous la RD 141 et reçoit aussitôt en rive gauche les éclusées des évacuateurs de crue de la retenue du barrage de Castelnau-Lassouts.
Il lui reste alors un kilomètre à parcourir avant de rejoindre le Lot en rive droite, à 364 mètres d'altitude, à l'est du lieu-dit le Bouquet d'Olt, par deux branches distantes d'une cinquantaine de mètres.
Sur une grande partie amont de son cours, depuis sa source jusqu'à sa confluence avec le ruisseau Estremailles, il sert de limite sur onze kilomètres aux communes de Prades-d'Aubrac et Saint-Chély-d'Aubrac, et sur les 800 mètres suivants, il marque la limite entre Prades-d'Aubrac et Castelnau-de-Mandailles.
Le ruisseau des Mousseaux est long de 19,8 km.

### Département et communes traversés
Dans le seul département de l'Aveyron, le ruisseau des Mousseaux arrose trois communes, depuis la source en limite de Prades-d'Aubrac et Saint-Chély-d'Aubrac, jusqu'à la confluence avec le Lot à Castelnau-de-Mandailles.

### Organisme gestionnaire
L'organisme gestionnaire est l'EPTB « Entente interdépartementale du bassin du Lot ».

## Affluents
Selon le SANDRE, le ruisseau des Mousseaux a douze affluents répertoriés, dont sept portent un nom :
- le ruisseau de Sagne Grande (rd[note 1]) : 1,4 km[4] ;
- le Moulinet (rd) : 2,3 km[5] ;
- le ruisseau du Serre (rg) : 3 km[6] ;
- le ruisseau Estremailles, ou ruisseau de Combe-Estrebière dans sa partie aval (rd) : 5,1 km[7] ;
- le ruisseau de la Salle (rg) : 4,5 km[8] ;
- le Rioubel (rd) : 2,6 km[9] ;
- le Rioularet (rd) : 6,4 km[10] avec deux affluents.

Du fait de ces sous-affluents, le ruisseau des Mousseaux a un nombre de Strahler de trois.

## Galerie

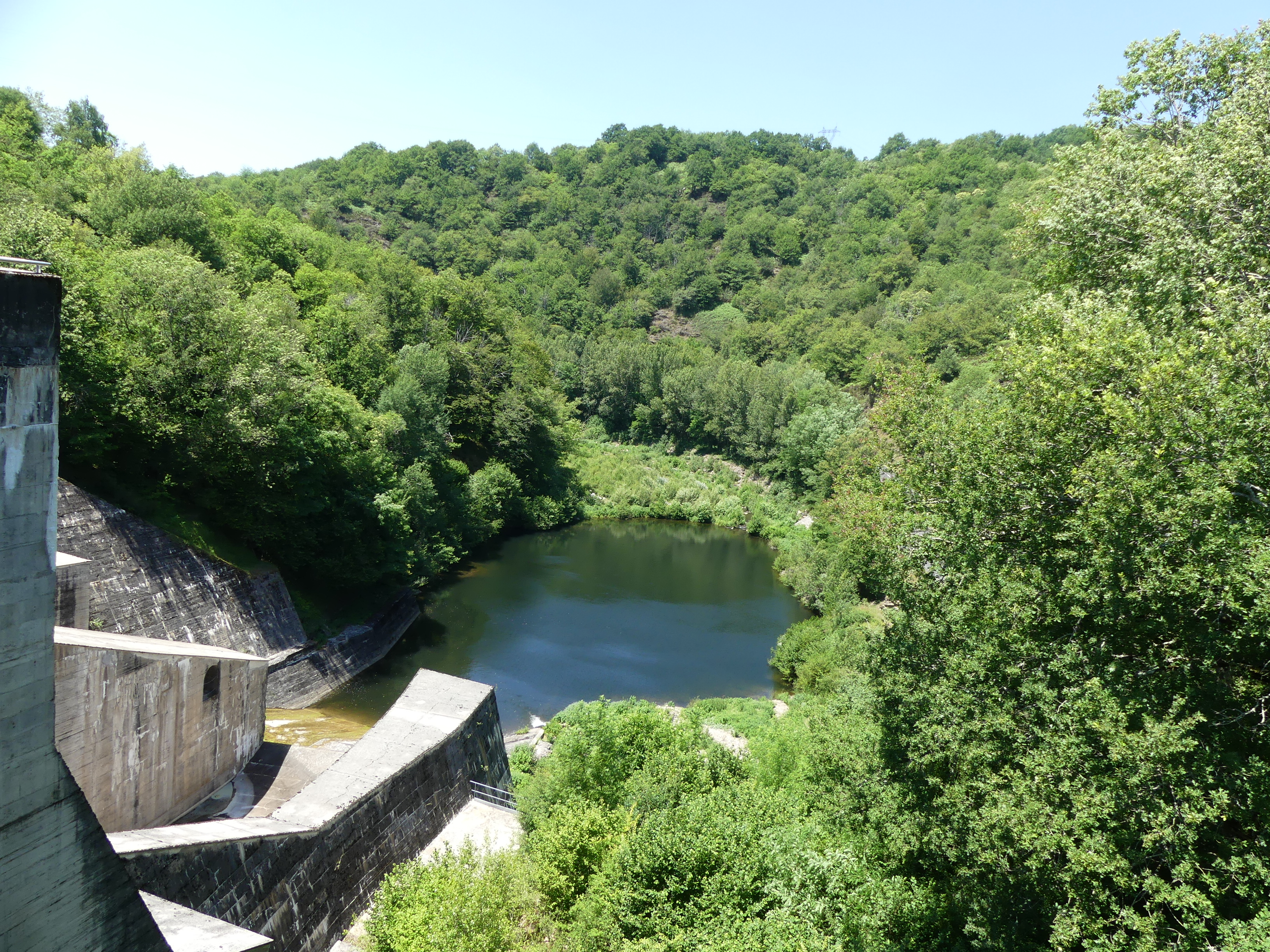
L'eau éclusée depuis la retenue de Castelnau-Lassouts rejoint la vallée du ruisseau des Mousseaux, qui arrive depuis la droite au second plan.
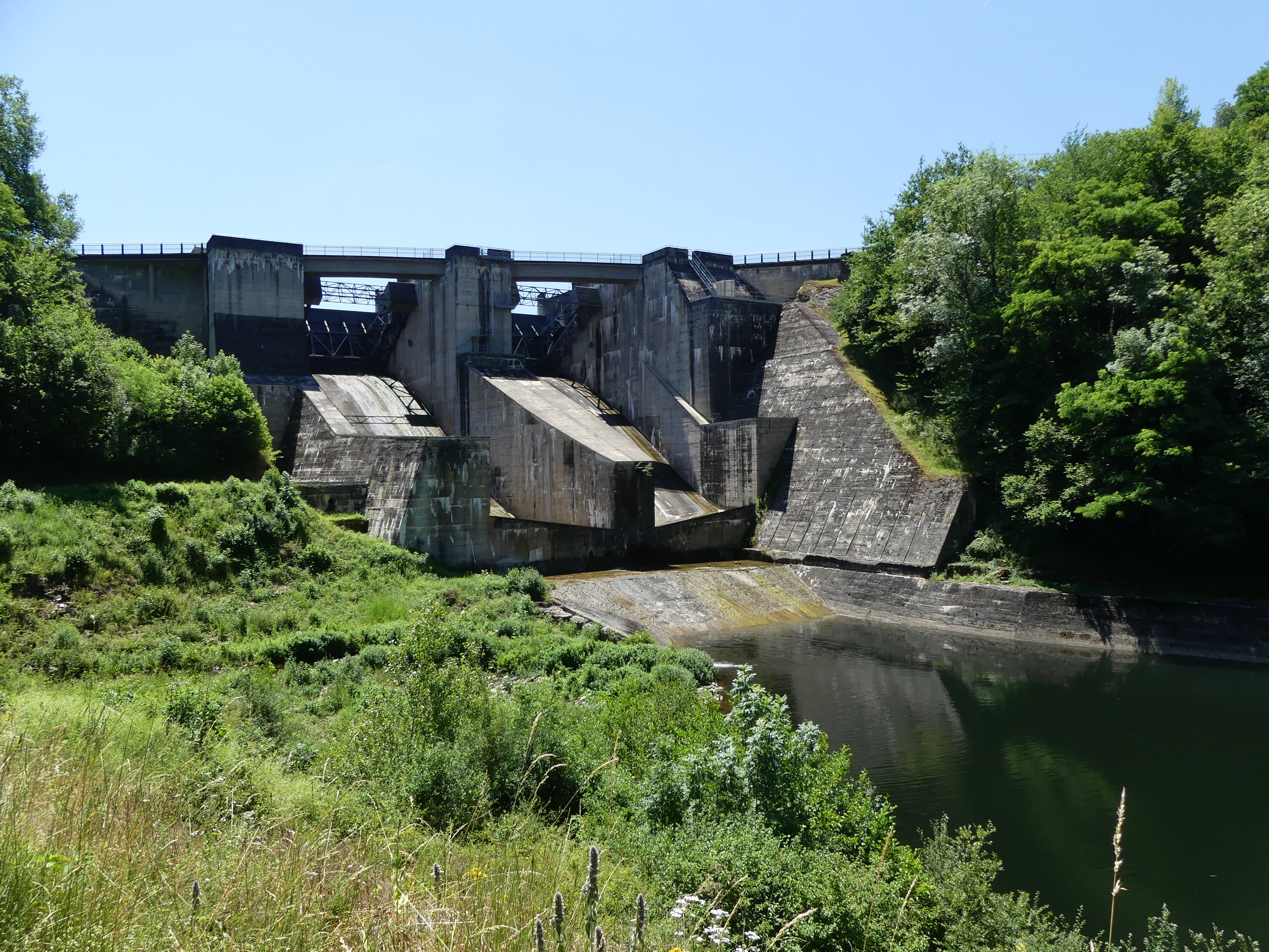
Le ruisseau des Mousseaux arrive par la gauche au premier plan dans un étang formé par l'éclusée des déversoirs nord de la retenue de Castelnau-Lassouts.